# Jean-Christophe Devaux
Jean-Christophe Devaux (Lione, 16 maggio 1975) è un ex calciatore e allenatore di calcio francese, di ruolo difensore, attuale tecnico del Rive Droite.

## Caratteristiche tecniche
Giocava come difensore centrale.

## Carriera
Il 30 aprile 2005, con la maglia dello Strasburgo, ha segnato la rete decisiva nella finale di Coupe de la Ligue 2004-2005.

## Palmarès
- Coppa Intertoto UEFA: 1

Lione: 1997
- Coppa di Francia: 1

Strasburgo: 2000-2001
- Coppa di Lega francese: 1

Strasburgo: 2004-2005